# Ullgumpsmätare
Ullgumpsmätare (Alsophila aescularia) är en fjärilsart som beskrevs av Ignaz Schiffermüller 1775. Ullgumpsmätare ingår i släktet Alsophila och familjen mätare. Arten är reproducerande i Sverige. Inga underarter finns listade i Catalogue of Life.

## Bildgalleri

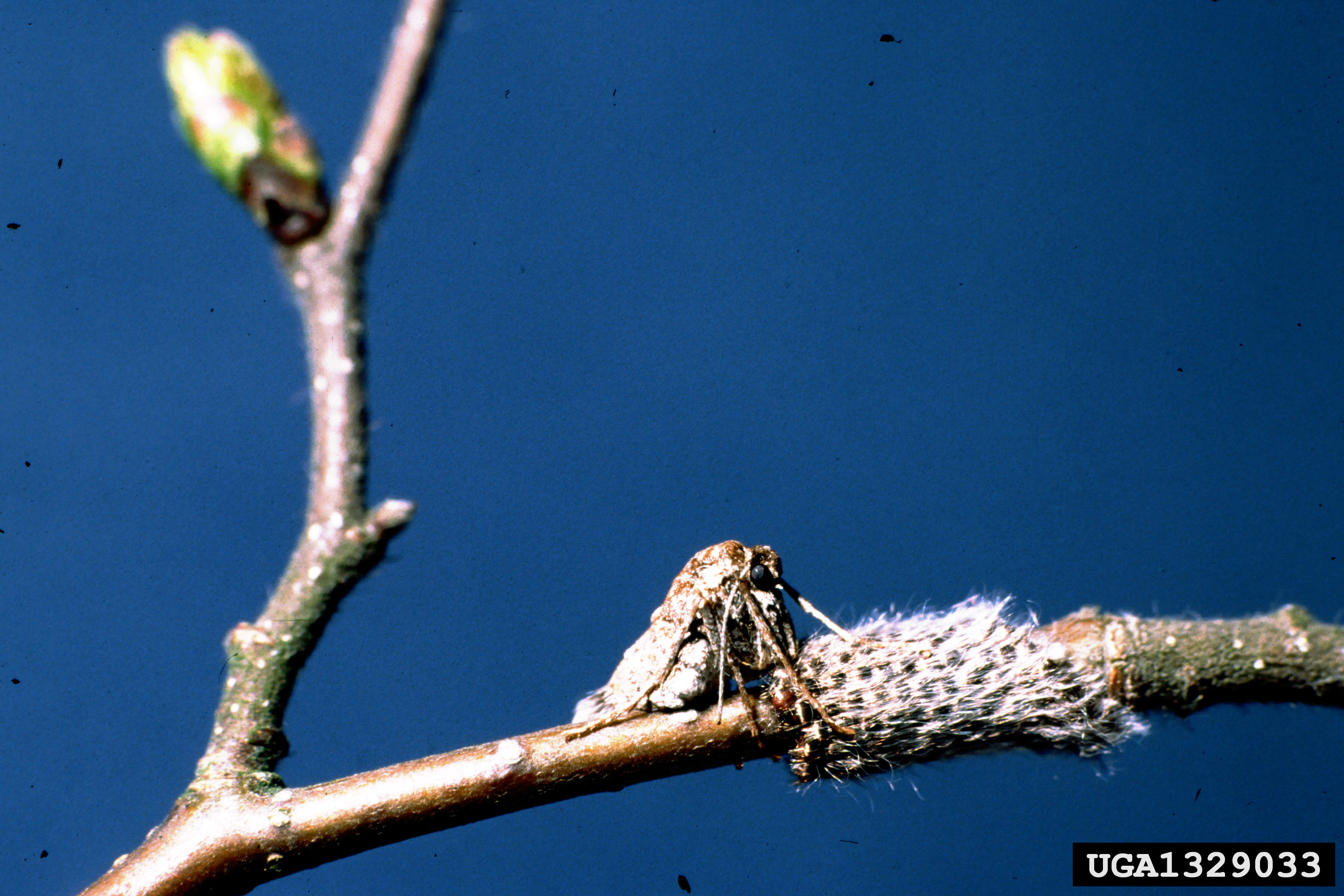
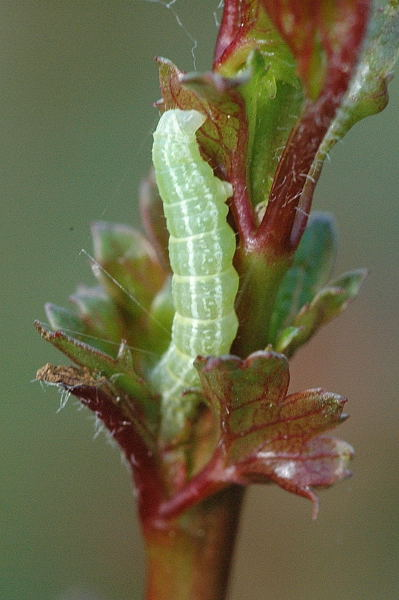
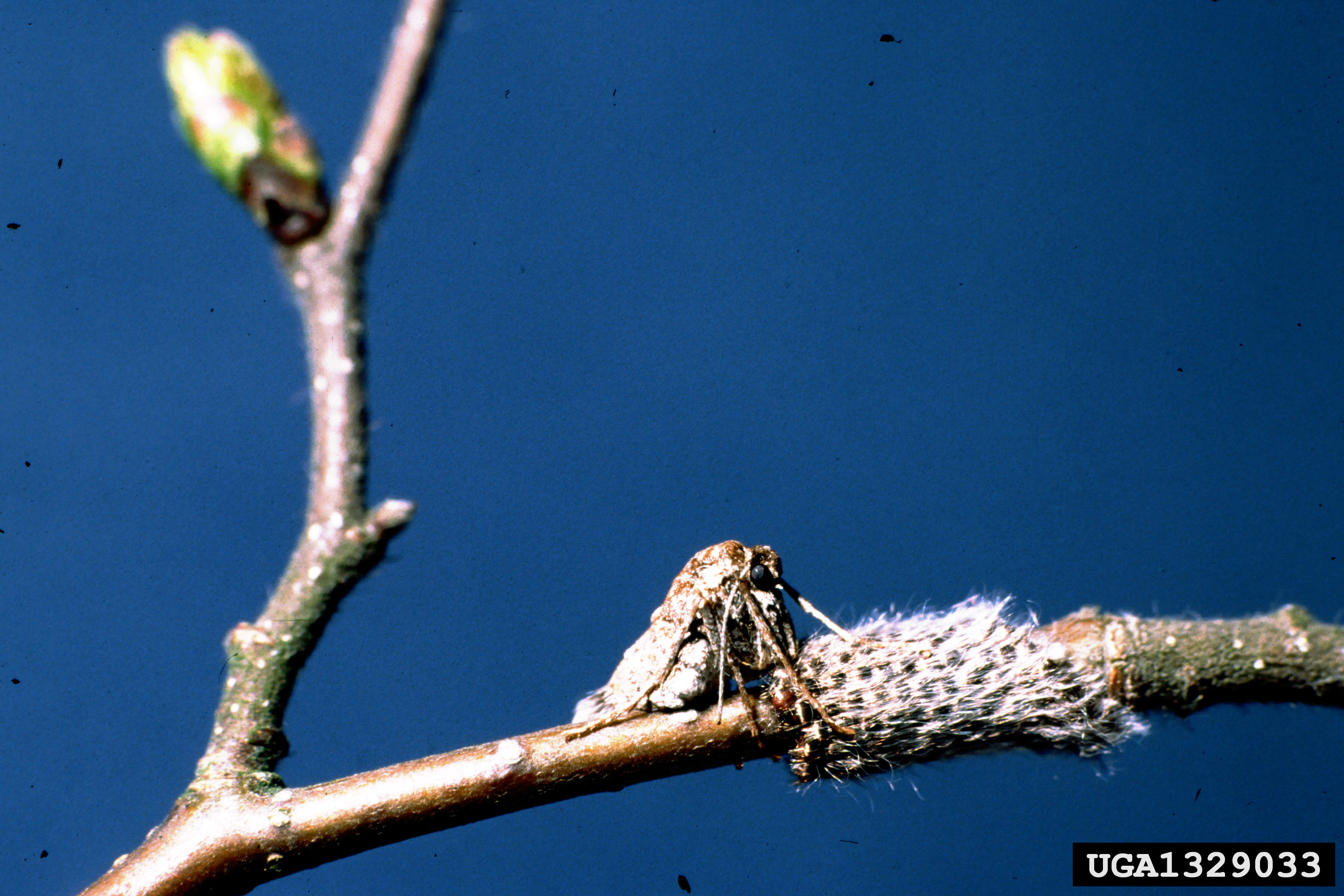